# Le Voyage de Moscou
Le Voyage de Moscou est un récit de Georges Duhamel publié au Mercure de France en 1927.

## Résumé
Infatigable voyageur, invité fréquemment pour des cycles de conférences à l'étranger, Georges Duhamel visite l'URSS puis (notamment) les États-Unis dans les années 1920. Ce récit est un témoignage plutôt favorable au régime soviétique. Il reprend le circuit classique des voyageurs de l'époque, en ne se contentant pas de Moscou, contrairement à ce que suggère le titre. 
Invité avec Luc Durtain par leurs collègues écrivains, Georges Duhamel effectue ce voyage durant l'été 1927. Sur place, ils sont, comme la plupart des intellectuels étrangers, encadrés par la VOKS (Société pour les relations culturelles avec l'étranger créée en 1925). Comme Durtain, Duhamel publie très rapidement à son retour ses souvenirs de voyage aux Mercure de France. Des extraits du livre sont publiés dans l'ouvrage de Fred Kupferman, Au pays des soviets. Le voyage français en Russie soviétique. D'autres éléments, récits et anecdotes sur ce voyage seront aussi publiés dans ses mémoires également publiées au Mercure de France.

## Influences
Ce récit de voyage dans la toute jeune Union soviétique fait partie des nombreux récits publiés dès 1918 sur la Révolution russe et l'URSS. Alfred Fabre-Luce, parti la même année, répond à Duhamel avec Russie, 1927, publié en 1928 aux éditions Grasset. De plus, ce récit influencera également, par sa démarche et sa forme, deux autres écrivains qui feront à leur tour le compte-rendu en 1936 de leur découverte du système soviétique : Mea Culpa de Louis-Ferdinand Céline et Retour de l'U.R.S.S. d'André Gide.

## Éditions
- Le Voyage de Moscou, Mercure de France, Paris, 1927.
- (de) Das neue Moskau, trad. Magda Kahn, éd. Rotapfelverlag, Zürich, 1928 (OCLC 22013964).
- (ja) モスコウの旅 / Mosukō no tabi, trad. Kihachi Ozaki, éd. Ryūseikaku, Tokyo, 1941, (OCLC 44264501).